# Hockenheimring Baden-Württemberg

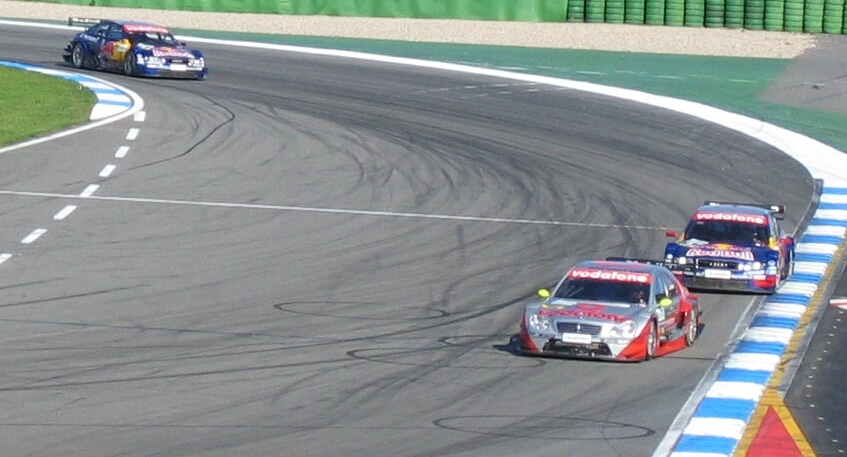
Die Doppel-Rechtskurve vor der Start-Ziel-Geraden während eines DTM-Rennens

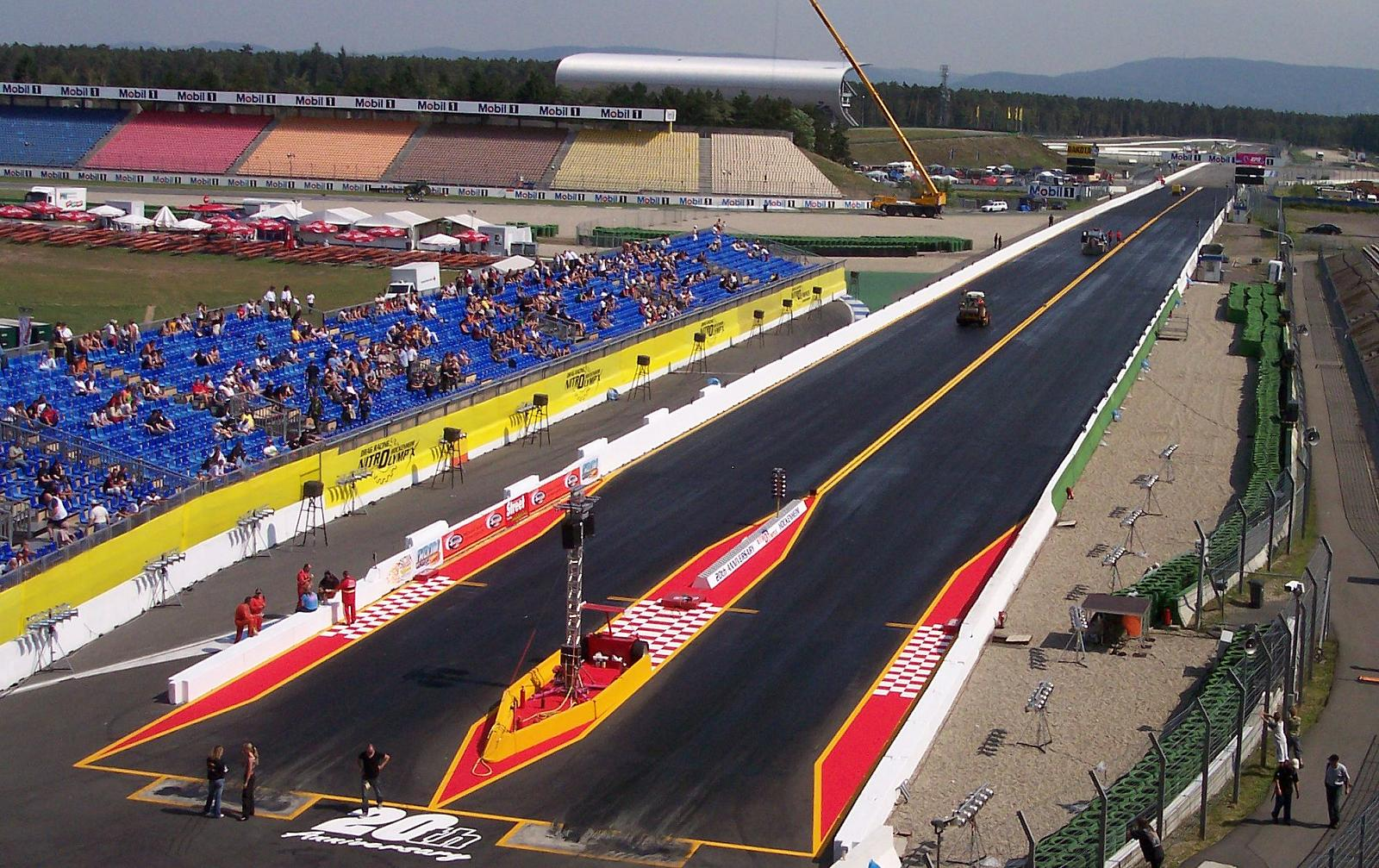
Die 402 Meter lange Dragster-Beschleunigungsrennstrecke

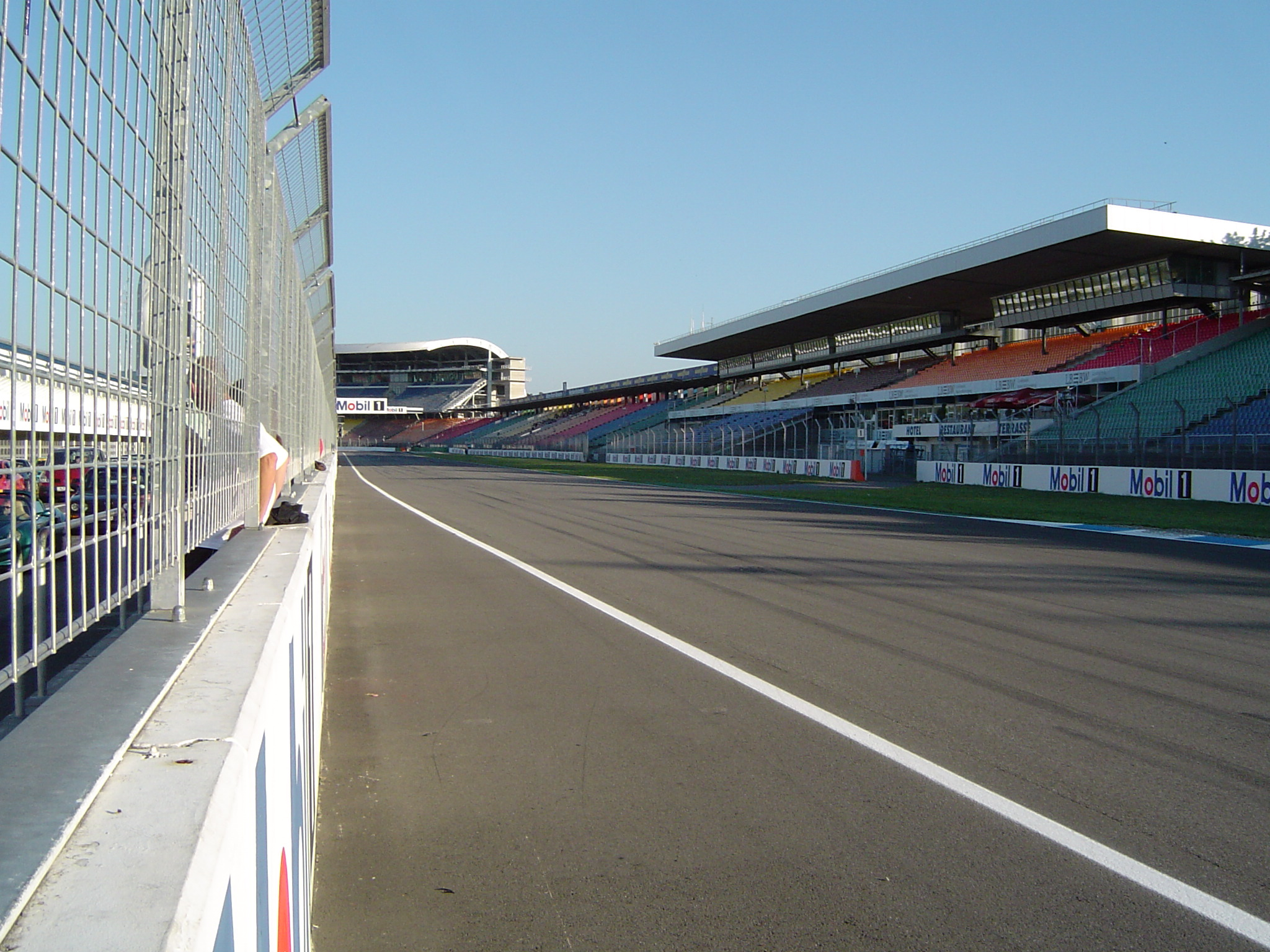
Blick von der Boxenmauer auf Start und Ziel

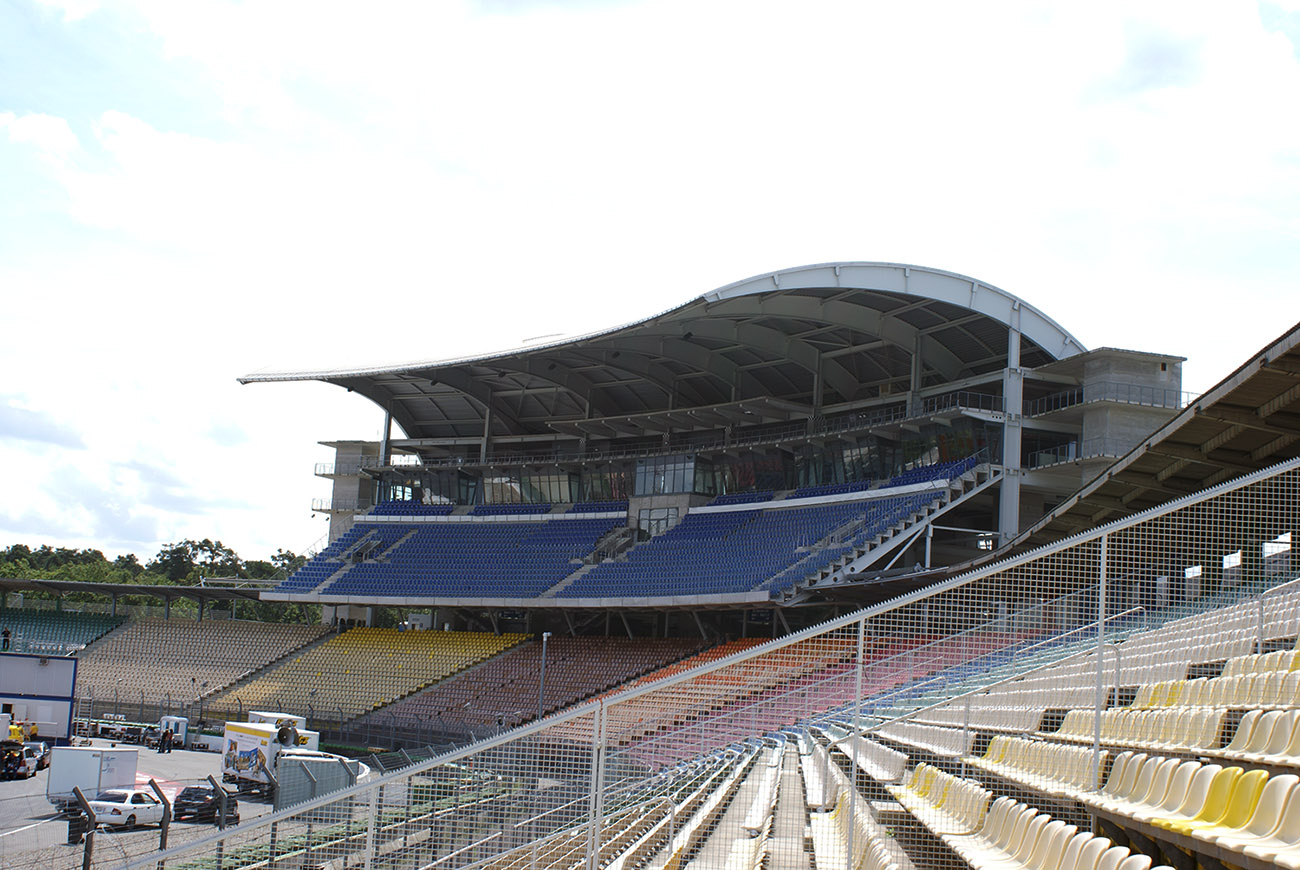
Die nachträglich aufgesetzte Erweiterung der Südtribüne

Der Hockenheimring Baden-Württemberg (früher Hockenheimring, Kurpfalzring) ist eine Motorsport-Rennstrecke in der kurpfälzischen Stadt Hockenheim südlich von Mannheim. Er liegt in der westlichen Schwetzinger Hardt.

## Geschichte

### Anfangsjahre
Die ursprüngliche Strecke wurde 1932 innerhalb von nur drei Monaten als etwa 12 km langer Dreieckskurs auf den unbefestigten Waldwegen im Hardtwald angelegt; unter anderem als Teststrecke für Mercedes-Benz, aber auch als Rennstrecke, weil die seit den 1920er Jahren genutzte Karlsruher Wildpark-Rennstrecke nach behördlichem Verbot nicht mehr genutzt werden durfte. Die Planung für den Bau geht auf eine Idee des Hilfszeitnehmers Ernst Christ und das Engagement des 1931 gegründeten Motorradfahrer-Clubs Hockenheim zurück. ADAC und AvD waren als mögliche Veranstalter angesprochen worden, hatten aber abgesagt, die Landesgruppe Südwest des DMV nutzte die Chance und sagte im Dezember 1931 zu.:12
Beim Eröffnungsrennen für Motorräder, am 29. Mai 1932, wurden bereits 60.000 Zuschauer gezählt.:11 Es siegten der Lokalmatador Arthur Geiss auf DKW in der Klasse bis 250 cm³ und der Brite Tom Bullus auf NSU in der 500-cm³-Kategorie. In den ersten Jahren bis Frühjahr 1935 hatte die 4,50 m schmale Strecke noch aus Kostengründen keine Teerdecke und wurde zur Staubreduzierung zwischen den Läufen mit Wasser gebunden.:11
Am 18. März 1938 begannen die Bauarbeiten für die Verkürzung auf 7,725 km. Die Strecke wurde auf 7 m und die Kurven auf 9 m mit jeweils 2 m Sicherheitsstreifen verbreitert und die Oberfläche mit einem durchgängigen, griffigen Makadam-Belag versiegelt. Die neugeschaffene Ostkurve hatte 8 % Überhöhung. Zusätzlich waren entlang der gesamten Strecke Naturtribünen aufgeschüttet worden.
Der neugebaute Kurpfalzring wurde am 16. Oktober 1938 mit einem Meisterschaftslauf für Motorräder und Sportwagen wiedereröffnet. Dies wurde auch zugleich die letzte Rennveranstaltung vor dem Zweiten Weltkrieg. Die neue Strecke bestand im Wesentlichen aus einer Spitzkehre in der Ortschaft Hockenheim, die Stadtkurve genannt wurde, und einer Hochgeschwindigkeitsstrecke im Wald mit einem großen Bogen, der Ostkurve, damals noch Radbuckelkurve genannt. Heute befindet sich auf dem ehemaligen Gelände der Stadtkurve ein Betriebsgebäude der Freiwilligen Feuerwehr Hockenheim. Start und Ziel waren auf der südlichen Waldgeraden; etwa in Höhe der heutigen Mercedes-Tribüne.:20 Im Unterschied zu heute wurde der Kurs bis 1963 gegen den Uhrzeigersinn befahren. Mittlerweile war der Kurpfalzring als Teststrecke etabliert, so testete Mercedes-Benz im April 1939 ihre neuen Voiturette-Rennwagen W 165 auf der neuen befestigten Rennstrecke und bereiteten hier den Sieg beim Gran Premio di Tripoli vor.:17
Wegen des Kriegsausbruchs wurde das für den 15. Oktober 1939 geplante Rennen wieder abgesagt. Am 14. September 1941 fand auf dem Kurpfalzring das vorläufig letzte Rennen, ein Radrennen, statt. Später wurde durch den Übungsbetrieb einer nahegelegenen Panzereinheit der Streckenbelag endgültig zerstört.:23:18

1932–1937: Noch über unbefestigte Waldwege
1938–1963: Die erste permanente Strecke, noch als Kurpfalzring
Vergleich der 1938er und 1932er Streckenführung

### Neubeginn nach dem Krieg
Nach dem Krieg wurde mit Hochdruck am Wiederaufbau der Strecke, der Organisationsstrukturen und dem Rennbetrieb gearbeitet, dafür wurde am 1. März 1947 die neue Hockenheim-Ring GmbH gegründet. Seitdem wurde der Ring auch wieder Hockenheimring genannt. Bereits am 11. Mai 1947 wurde das allererste Rundstreckenrennen Deutschlands gestartet, 200.000 Menschen waren zum Hockenheimring gekommen um unter anderem Karl Kling, Alexander von Falkenhausen und Toni Ulmen am Start zu sehen. Knapp ein Jahr später am 8./9. Mai 1948 besuchten bereits 310.000 zahlende Zuschauer das Jubiläumsrennen.:24–28
Der Ex-NSU-Werksfahrer und Weltrekordler Wilhelm Herz war von 1954 bis 1992 Geschäftsführer des Hockenheimrings und führte diesen durch den Grand-Prix-Status für Motorräder und die Formel 1 zu internationaler Bedeutung. 1972 erhielt Herz von Bundespräsident Gustav Heinemann das Bundesverdienstkreuz. Es wurden in erster Linie Motorradrennen ausgetragen, WM-Läufe meist im Wechsel mit der Solitude in Stuttgart, aber natürlich war auch der Nürburgring ein Konkurrent. Später gelang es Herz, den Umbau zu sichern und große Autorennen zu veranstalten.

### Entwicklung seit den 1960ern
Durch den Bau der A 6 in den 1960er-Jahren wurde die Rennstrecke zerschnitten, die Spitzkehre in Hockenheim fiel dadurch weg. Als neuer Westteil wurde von 1964 bis 1965 das sogenannte Motodrom gebaut, ein stadionartiger Abschnitt mit engen Kurven und einer neuen Boxenanlage, das einen starken Kontrast zur schnellen Strecke im Wald bildete. Die Gesamtlänge des am 22. Mai 1966 eröffneten und nun im Uhrzeigersinn zu befahrenden Kurses betrug 6,789 km. Mit dem neuen Motodrom entstand jenseits der Boxengasse auch das Ernst-Wilhelm-Sachs-Haus, dessen geschwungene Formen im Obergeschoss und Treppenhaus das alte S-förmige Logo von Fichtel und Sachs nachempfindet.
Durch die „Kurzanbindung“ oder „Querspange“ unmittelbar hinter der Innentribüne entstand eine Streckenvariante von 2,638 km Länge. Dieser „kleine Kurs“ wird nicht für Läufe der Formel 1, Motorrad- oder Superbike-Weltmeisterschaft genutzt, aber von vielen anderen Serien. Neben Publikumsfahrten finden auf dem kleinen Kurs zudem viele Automobiltests statt. In Papenburg wurde sogar eine Kopie gebaut.
Am 7. April 1968 verunglückte der zweifache Formel-1-Weltmeister Jim Clark bei einem Formel-2-Rennen mit seinem Lotus 48 tödlich, als er vermutlich nach einem Reifenschaden gegen einen Baum prallte. Daraufhin wurde die Strecke mit Leitplanken eingefasst. Später kamen Bremsschikanen hinzu, die nördliche in der Nähe von Clarks Unfallort wurde nach ihm benannt. Das dort errichtete Denkmal wurde nach dem Umbau verlegt.
Der Formel-1-Zirkus machte 1970 erstmals Station in Hockenheim (Sieger Jochen Rindt), weil die Fahrer den Nürburgring bzw. dessen Nordschleife kurzfristig boykottiert hatten. Da diese auch später nicht ausreichend sicher umgebaut werden konnte, fand der vom AvD ausgerichtete Große Preis von Deutschland ab 1977 (Sieger Niki Lauda) in der Kurpfalz statt, mit Ausnahme von 1985, als einmalig auf dem neueröffneten Nürburgring-Grand-Prix-Kurs gefahren wurde. Nach dem tödlichen Unfall von Patrick Depailler bei Testfahrten 1980 wurde die schnelle Ostkurve durch eine Schikane entschärft.
Im Jahre 1992 wurden die Schikanen des Kurses umgebaut, die Clark- sowie die zweite Bremsschikanen (ab 1994 Senna-Schikane) wurden etwas langsamer gestaltet. Die Ostkurven-Schikane wurde grundlegend umgebaut, sie war jetzt rechts-links zu fahren und sowohl langsamer als auch weitläufiger.

1966: Eröffnung Hockenheimring mit Motodrom
1970–1981: Mit zwei Bremsschikanen
1982–1991: Mit neuer Schikane Ostkurve
1992–2001: Schikane Ostkurve verlegt
Vergleich der 1966er und 1938er Streckenführung

### Umbau 2002
Ab dem Februar 2002 wurde die Länge der ehemaligen Hochgeschwindigkeitsstrecke drastisch gekürzt, eine vergrößerte Südtribüne und die neue Mercedes-Tribüne mit Blick zur Nordkehre gebaut. Eine enge Kurvenkombination im nördlichen Bereich und eine Spitzkehre nach der langen Parabolika schufen neue Überholmöglichkeiten für die Formel-1-Wagen. Außerdem sollte die Strecke rentabler werden: Der Aufsatz einer weiteren Tribüne im Motodrom auf Höhe der Südkurve und der Bau der Mercedes-Tribüne erhöhten die Zuschauerkapazität von 83.000 auf 120.000, außerdem erlaubten die kürzeren Rundenzeiten, die Werbeflächen der Sponsoren bei TV-Übertragungen in kürzeren Abständen zu zeigen. Da das Land Baden-Württemberg sich beim Umbau finanziell beteiligte, lautet der offizielle Name seit 2002 Hockenheimring Baden-Württemberg.

2002: Eröffnung nach Umbau/Verkürzung
Vergleich der 2002er und der 2001er Streckenführung

Die 70 Jahre alte ehemalige Waldstrecke wurde nach Protesten teilweise wieder aufgeforstet.

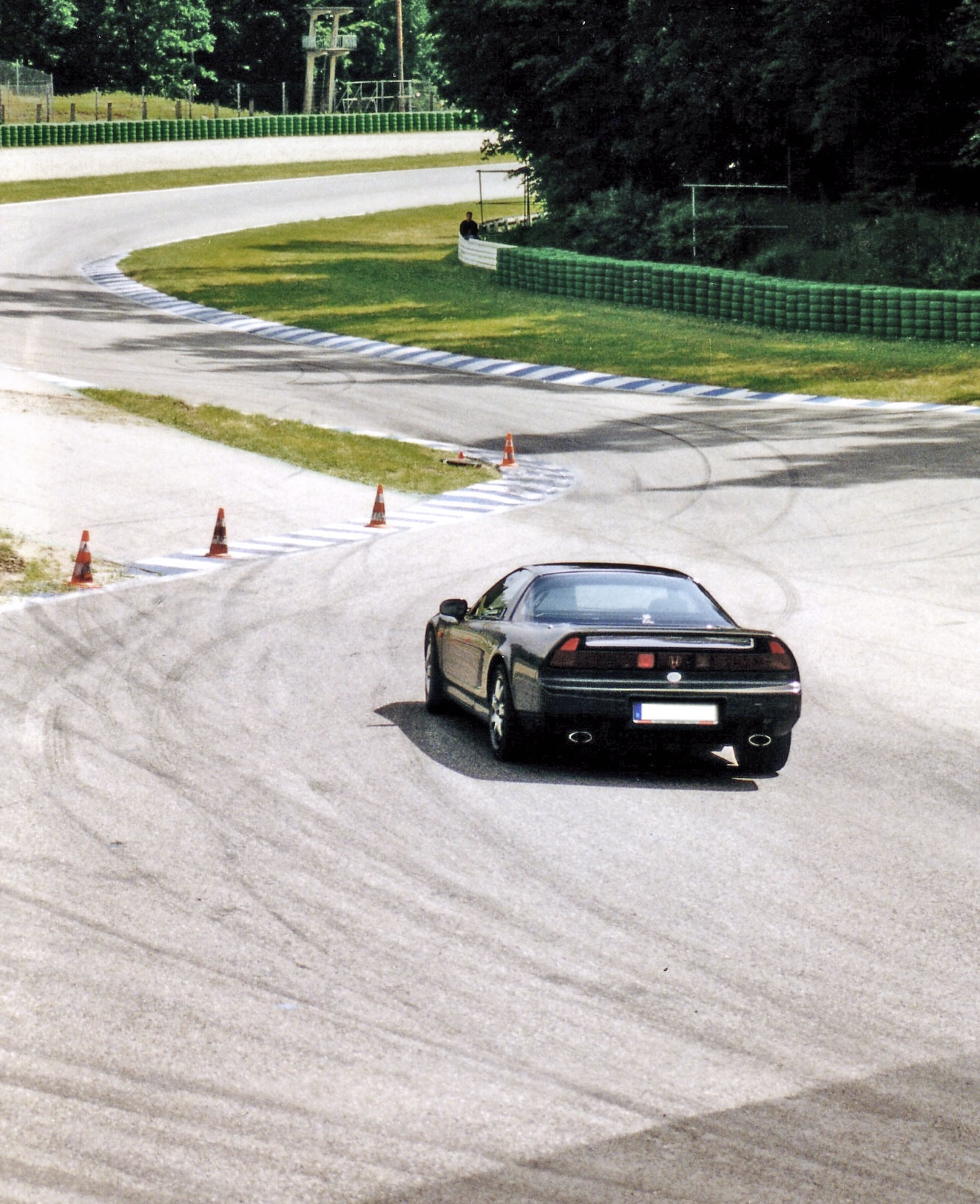
Ostkurven-Schikane des alten Hockenheimrings 1998
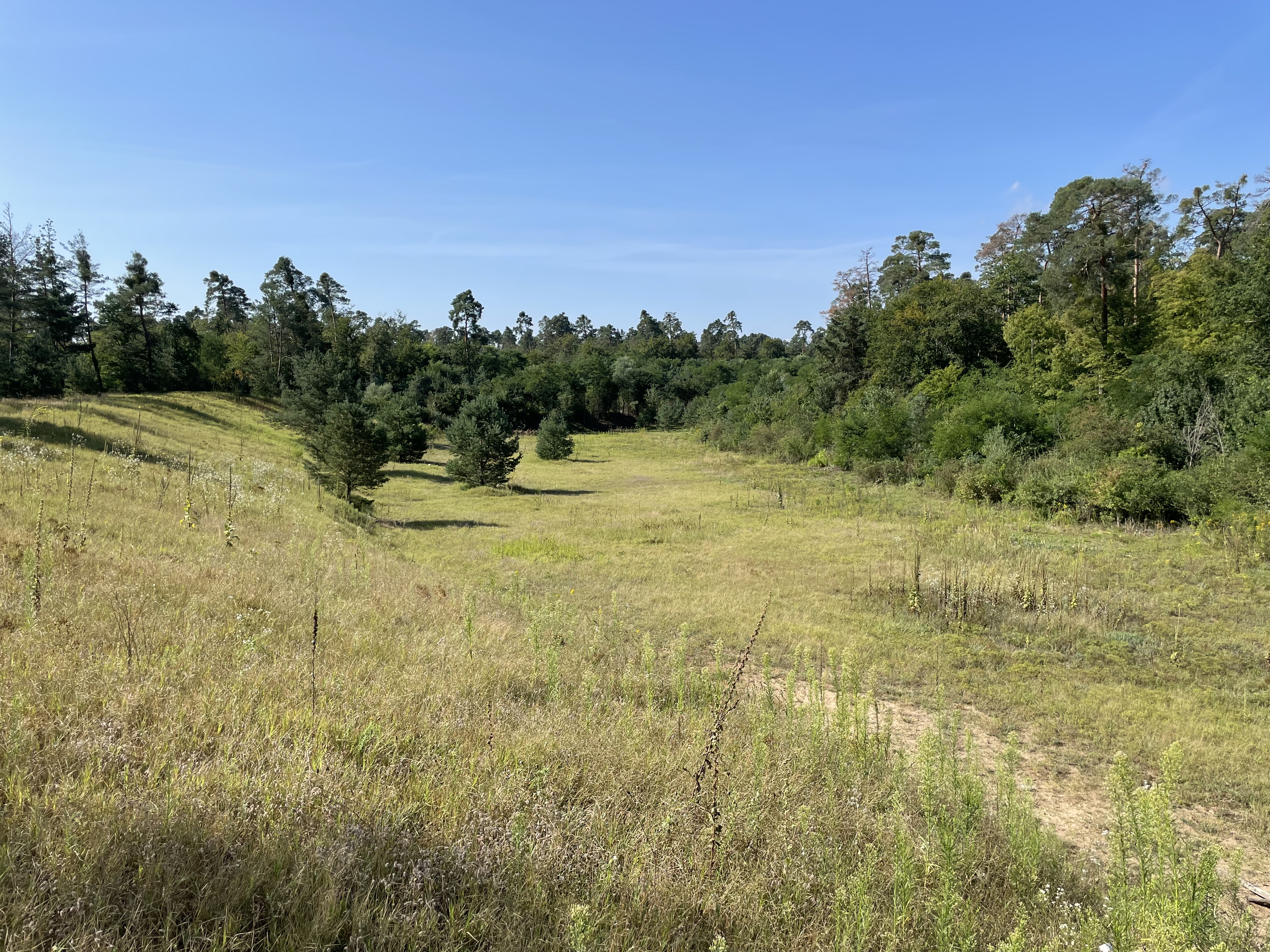
Die rückgebaute Ostkurve 2021

Im Zuge dieses Umbaus wurde auch der kleine Kurs modifiziert; ausgangs der Querspange entstand eine neue Schikane, die das Tempo vor dem Einbiegen auf den großen Kurs stark reduziert und insgesamt die Rundenzeiten je nach Fahrzeugklasse um bis zu 4 Sekunden verlängert. Diese Streckenvariante ist mit 2,604 km etwas kürzer als die immer noch vorhandene schikanenfreie Version.
Da die Umbaumaßnahmen über 60 Millionen Euro kosteten, wurden in der Folge die Eintrittspreise entsprechend erhöht, was viele Zuschauer davon abhielt, die Strecke weiterhin zu Formel-1-Rennen zu besuchen. So konnten die Baukosten nicht zurückgezahlt werden, was die finanzielle Lage der Hockenheimring GmbH drastisch verschlechterte. In diesem Zuge musste Ende des Jahres 2006 eine Vereinbarung getroffen werden, die besagt, dass die Formel 1 sich ab 2007 jährlich mit dem Nürburgring bei der Austragung des Deutschland-GPs abwechseln sollte, da die Hockenheimring GmbH praktisch bei keinem Rennen Gewinn erwirtschaften konnte und durch eine weiterhin jährliche Austragung des Rennens die Schulden stärker in die Höhe wachsen würden. Dieser Vertrag galt zunächst bis 2010 und wurde dann bis 2018 verlängert.
2019 sollte es zunächst kein Formel-1-Rennen auf dem Hockenheimring geben, weil man sich nicht über die finanziellen Bedingungen einigen konnte. Letztlich fand der Große Preis von Deutschland 2019 am 28. Juli auf dem Hockenheimring statt.

## Weitere Entwicklung
Im Frühjahr 2004 wurde auf rund 11 Hektar Fläche zwischen der Querspange des kleinen Kurses und der Mercedes-Tribüne ein ADAC-Fahrsicherheitszentrum (FSZ) eröffnet. Hier wurden bis Sommer 2018 auf sechs Übungsmodulen 42 Trainingsprogramme für fast alle Arten von Kraftfahrzeugen angeboten. Das Gelände wurde inzwischen von der emodrom bau+grund GmbH bebaut.
Im Oktober 2019 wurde das Gebäude sowie der dazugehörige Handlingkurs offiziell von der emodrom bau+Grund GmbH an Porsche übergeben. Das Experience Center verfügt über ca. 180.000 m² Fläche.

## Veranstaltungen

### Motorsport
1970 tauchte der Hockenheimring zum ersten Mal im Rennkalender der Formel 1 als Großer Preis von Deutschland auf, in den Jahren von 1977 bis 2008 fand der Große Preis von Deutschland fast jedes Jahr auf dem Hockenheimring statt und seit 2009 im Wechsel mit dem Nürburgring. Seit der „Neugründung“ der DTM im Jahr 2000 findet das Eröffnungsrennen sowie das Finale auf dem Hockenheimring statt. Lediglich in der Saison 2010 fand das Finale der DTM auf dem Shanghai Pudong Street Circuit statt.
Einmal jährlich finden seit 1986 die sogenannten NitrolympX statt, eine Drag-Racing-Veranstaltung, auf der Beschleunigungsrennen gefahren werden. Dafür existiert eine spezielle Gerade für Beschleunigungsrennen mit einer Länge von einer Viertelmeile (etwa 402 m), die im Bereich der Südtribüne beginnt und hinter der Mercedes-Tribüne endet. Ein ähnliches Event sind die Public Race Days, die 2014 zum zehnten Mal stattfanden. Auf den Public Race Days fahren im Gegensatz zu den NitrolympX jedoch gewöhnliche, straßenzugelassene Autos und Privatfahrer, die auch ohne eine Rennfahrerlizenz gegen Bezahlung von Gebühren teilnehmen dürfen.
Außerdem finden auf dem Hockenheimring jedes Jahr auch Motorradsportveranstaltungen wie das Finale der Internationalen Deutschen Motorradmeisterschaft und auch Events für historische Fahrzeuge statt. 2004 war die Veranstaltung LG Super Racing Weekend (SRW) auf dem Hockenheimring zu Gast. Seit 2007 findet zudem auch die Formula Student Germany auf dem Hockenheimring statt, ein vom Formula Student Germany e. V. ausgetragener Innovationswettbewerb für reine Studententeams.

### Sonstige Veranstaltungen
Neben den Motorsportveranstaltungen finden auf dem Hockenheimring große Open-Air-Konzerte sowie auch Laufveranstaltungen statt. So zum Beispiel neben dem Hockenheimringlauf der seit 2003 jährlich stattfindende BASF-Firmencup, der mit circa 15.000 Teilnehmern und 750 teilnehmenden Unternehmen zu den größten Veranstaltungen dieser Art in Deutschland zählt. In der warmen Jahreszeit ist der Hockenheimring bei der Veranstaltung „Fit on Track“ etwa ein Mal im Monat an einem Dienstagabend von 18 bis 22 Uhr für Inliner, Skateboards, Fahrräder u. ä. geöffnet.
Im Juni 2012 gab der Veranstalter des Festivals Rock am Ring bekannt, einen Wechsel vom Nürburgring zum Hockenheimring zu prüfen, da weder das Land Rheinland-Pfalz noch der Betreiber des Nürburgrings verbindliche Zusagen für eine Nutzung des Festivalgeländes im Jahr 2013 geben wollten. Ende Juli 2012 einigten sich jedoch der Veranstalter des Festivals und die zu diesem Zeitpunkt insolvente, landeseigene Nürburgring GmbH auf ein Beibehalten des Veranstaltungsgeländes, ohne einen genauen Termin für 2013 festzulegen. Stattdessen fand von 2013 bis 2015 das Festival Rock’n’Heim auf dem Hockenheimring statt.
Im Jahr 2023 und 2024 wurde das Glücksgefühle Festival veranstaltet, eine Fortführung ist angekündigt.

## Statistik

### Technische Daten
seit 2002
- Streckenlänge GP-Kurs: 4,574 km
- Streckenlänge Kleiner Kurs: 2,605 km
- Streckenlänge Kleiner Kurs mit Schikane Einfahrt GP Kurs: 2,589 km
- Asphaltbreite min. 8,5 m; max. 18,5 m
- Zuschauerkapazität: etwa 120.000
- Feste Tribünen: LBBW-Haupttribüne, Nordtribüne, Südtribüne, Innentribüne, Mercedes-Tribüne
- Temporäre Tribünen: Spitzkehre 1 und 2, Einfahrt Parabolika, Stehplatz Parabolika
- Rundenzahl bei F1-GP: 67 – Renndistanz insgesamt: 306,458 km
- Rundenzahl bei DTM: 37 – Renndistanz: 169,238 km
- Rundenrekord Formel 1: 1:13,780 Min. = 223,182 km/h (Kimi Räikkönen, McLaren-Mercedes, 2004)
- Rundenrekord DTM: 1:28,972 Min., 2019, Philipp Eng (BMW)
- Dragster-Rekorde (Top Fuel Dragster):
  - Rico Anthes Quartermile (402 m): 4,774 Sek., Lex John (NED) 2008 / Endgeschwindigkeit 506,79 km/h, 2008, Andy Carter (GBR)[14]
  - 1000ft (305 m): 3,879 Sek., Endgeschwindigkeit / 504,32 km/h, 2019, Anita Mäkelä (FIN)[14]

vor dem Umbau
- Streckenlänge Grand-Prix-Kurs (Autos): 6825 Meter
- Streckenlänge Grand-Prix-Kurs (Motorräder): 6793 Meter
- Kleiner Kurs: 2639 Meter
- Rundenrekord Formel 1: 1:41,591 Min. = 241,498 km/h (Riccardo Patrese, Williams-Renault, 1992)

### Alle Sieger von Formel-1-Rennen auf dem Hockenheimring

#### Alte Strecke (1970–2001)
| Nr. | Jahr | Fahrer             | Konstrukteur | Motor         | Reifen | Zeit          | Streckenlänge | Runden | Ø-Tempo      | Datum      | GP von      |
| --- | ---- | ------------------ | ------------ | ------------- | ------ | ------------- | ------------- | ------ | ------------ | ---------- | ----------- |
| 1   | 1970 | Jochen Rindt       | Lotus        | Ford          | F      | 1:42:00,300 h | 6,789 km      | 50     | 199,667 km/h | 2. August  | Deutschland |
|     |      |                    |              |               |        |               |               |        |              |            | Deutschland |
| 2   | 1977 | Niki Lauda         | Ferrari      | Ferrari       | G      | 1:31:48,620 h | 6,789 km      | 47     | 208,528 km/h | 31. Juli   | Deutschland |
| 3   | 1978 | Mario Andretti     | Lotus        | Ford          | G      | 1:28:00,900 h | 6,789 km      | 45     | 208,263 km/h | 30. Juli   | Deutschland |
| 4   | 1979 | Alan Jones         | Williams     | Ford          | G      | 1:24:48,830 h | 6,789 km      | 45     | 216,124 km/h | 29. Juli   | Deutschland |
| 5   | 1980 | Jacques Laffite    | Ligier       | Ford          | G      | 1:22:59,730 h | 6,789 km      | 45     | 220,859 km/h | 10. August | Deutschland |
| 6   | 1981 | Nelson Piquet      | Brabham      | Ford          | G      | 1:25:55,600 h | 6,789 km      | 45     | 213,325 km/h | 2. August  | Deutschland |
| 7   | 1982 | Patrick Tambay     | Ferrari      | Ferrari       | G      | 1:27:25,178 h | 6,797 km      | 45     | 209,929 km/h | 8. August  | Deutschland |
| 8   | 1983 | René Arnoux        | Ferrari      | Ferrari       | G      | 1:27:10,319 h | 6,797 km      | 45     | 210,525 km/h | 7. August  | Deutschland |
| 9   | 1984 | Alain Prost        | McLaren      | Porsche (TAG) | M      | 1:24:43,210 h | 6,797 km      | 44     | 211,804 km/h | 5. August  | Deutschland |
|     |      |                    |              |               |        |               |               |        |              |            | Deutschland |
| 10  | 1986 | Nelson Piquet      | Williams     | Honda         | G      | 1:22:08,263 h | 6,797 km      | 44     | 218,463 km/h | 22. Juli   | Deutschland |
| 11  | 1987 | Nelson Piquet      | Williams     | Honda         | G      | 1:21:25,091 h | 6,797 km      | 44     | 220,394 km/h | 26. Juli   | Deutschland |
| 12  | 1988 | Ayrton Senna       | McLaren      | Honda         | G      | 1:32:54,188 h | 6,797 km      | 44     | 193,148 km/h | 24. Juli   | Deutschland |
| 13  | 1989 | Ayrton Senna       | McLaren      | Honda         | G      | 1:21:43,302 h | 6,797 km      | 45     | 224,566 km/h | 30. Juli   | Deutschland |
| 14  | 1990 | Ayrton Senna       | McLaren      | Honda         | G      | 1:20:47,164 h | 6,802 km      | 45     | 227,334 km/h | 29. Juli   | Deutschland |
| 15  | 1991 | Nigel Mansell      | Williams     | Renault       | G      | 1:19:29,661 h | 6,802 km      | 45     | 231,028 km/h | 28. Juli   | Deutschland |
| 16  | 1992 | Nigel Mansell      | Williams     | Renault       | G      | 1:18:22,032 h | 6,815 km      | 45     | 234,798 km/h | 26. Juli   | Deutschland |
| 17  | 1993 | Alain Prost        | Williams     | Renault       | G      | 1:18:40,885 h | 6,815 km      | 45     | 233,861 km/h | 25. Juli   | Deutschland |
| 18  | 1994 | Gerhard Berger     | Ferrari      | Ferrari       | G      | 1:22:37,272 h | 6,823 km      | 45     | 222,971 km/h | 31. Juli   | Deutschland |
| 19  | 1995 | Michael Schumacher | Benetton     | Renault       | G      | 1:22:56,043 h | 6,823 km      | 45     | 222,130 km/h | 30. Juli   | Deutschland |
| 20  | 1996 | Damon Hill         | Williams     | Renault       | G      | 1:21:43,417 h | 6,823 km      | 45     | 225,420 km/h | 28. Juli   | Deutschland |
| 21  | 1997 | Gerhard Berger     | Benetton     | Renault       | G      | 1:20:59,046 h | 6,823 km      | 45     | 227,478 km/h | 27. Juli   | Deutschland |
| 22  | 1998 | Mika Häkkinen      | McLaren      | Mercedes      | B      | 1:20:47,984 h | 6,823 km      | 45     | 227,997 km/h | 2. August  | Deutschland |
| 23  | 1999 | Eddie Irvine       | Ferrari      | Ferrari       | B      | 1:21:58,594 h | 6,823 km      | 45     | 224,724 km/h | 1. August  | Deutschland |
| 24  | 2000 | Rubens Barrichello | Ferrari      | Ferrari       | B      | 1:25:34,418 h | 6,825 km      | 45     | 215,341 km/h | 30. Juli   | Deutschland |
| 25  | 2001 | Ralf Schumacher    | Williams     | BMW           | M      | 1:18:17,873 h | 6,825 km      | 45     | 235,351 km/h | 29. Juli   | Deutschland |

Rekordsieger
Fahrer: Nelson Piquet/Ayrton Senna (je 3) • Fahrernationen: Brasilien (7) • Konstrukteure: Williams (8) • Motorenhersteller: Ferrari/Renault (je 6) • Reifenhersteller: Goodyear (19)

#### Gekürzte Strecke (seit 2002)
Streckenlänge: 4,574 km
| Nr. | Jahr | Fahrer             | Konstrukteur | Motor    | Reifen | Zeit          | Runden | Ø-Tempo      | Datum     | GP von      |
| --- | ---- | ------------------ | ------------ | -------- | ------ | ------------- | ------ | ------------ | --------- | ----------- |
| 1   | 2002 | Michael Schumacher | Ferrari      | Ferrari  | B      | 1:27:52,078 h | 67     | 209,263 km/h | 28. Juli  | Deutschland |
| 2   | 2003 | Juan Pablo Montoya | Williams     | BMW      | M      | 1:28:48,769 h | 67     | 207,036 km/h | 3. August | Deutschland |
| 3   | 2004 | Michael Schumacher | Ferrari      | Ferrari  | B      | 1:23:54,848 h | 66     | 215,852 km/h | 25. Juli  | Deutschland |
| 4   | 2005 | Fernando Alonso    | Renault      | Renault  | M      | 1:26:28,599 h | 67     | 212,629 km/h | 24. Juli  | Deutschland |
| 5   | 2006 | Michael Schumacher | Ferrari      | Ferrari  | B      | 1:27:51,693 h | 67     | 209,278 km/h | 30. Juli  | Deutschland |
|     |      |                    |              |          |        |               |        |              |           | Deutschland |
| 6   | 2008 | Lewis Hamilton     | McLaren      | Mercedes | B      | 1:31:20,874 h | 67     | 201,290 km/h | 20. Juli  | Deutschland |
|     |      |                    |              |          |        |               |        |              |           | Deutschland |
| 7   | 2010 | Fernando Alonso    | Ferrari      | Ferrari  | B      | 1:27:38,864 h | 67     | 209,788 km/h | 25. Juli  | Deutschland |
|     |      |                    |              |          |        |               |        |              |           | Deutschland |
| 8   | 2012 | Fernando Alonso    | Ferrari      | Ferrari  | P      | 1:31:05,862 h | 67     | 201,844 km/h | 22. Juli  | Deutschland |
|     |      |                    |              |          |        |               |        |              |           | Deutschland |
| 9   | 2014 | Nico Rosberg       | Mercedes     | Mercedes | P      | 1:33:42,914 h | 67     | 196,206 km/h | 20. Juli  | Deutschland |
|     |      |                    |              |          |        |               |        |              |           | Deutschland |
| 10  | 2016 | Lewis Hamilton     | Mercedes     | Mercedes | P      | 1:30:44,200 h | 67     | 202,647 km/h | 31. Juli  | Deutschland |
|     |      |                    |              |          |        |               |        |              |           | Deutschland |
| 11  | 2018 | Lewis Hamilton     | Mercedes     | Mercedes | P      | 1:32:29,845 h | 67     | 198,789 km/h | 22. Juli  | Deutschland |
| 12  | 2019 | Max Verstappen     | Red Bull     | Honda    | P      | 1:44:31,275 h | 64     | 168,044 km/h | 28. Juli  | Deutschland |

Rekordsieger
Fahrer: Fernando Alonso/Lewis Hamilton/Michael Schumacher (je 3) • Fahrernationen: Deutschland (4) • Konstrukteure: Ferrari (5) • Motorenhersteller: Ferrari (5) • Reifenhersteller: Pirelli (6), Bridgestone (5)

## Gedenkstätten

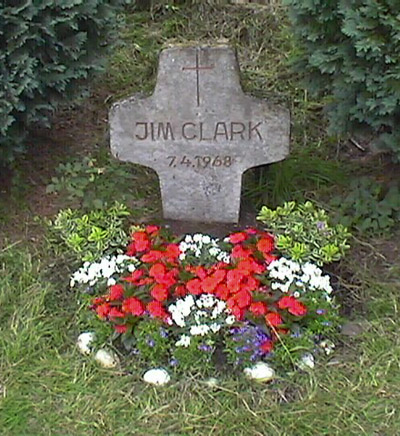
Jim-Clark-Gedenkstätte außerhalb des aktuellen Hockenheimrings

Am Hockenheimring erinnert eine Gedenktafel an den zweifachen Formel-1-Weltmeister Jim Clark, der am 7. April 1968 während eines Formel-2-EM-Laufs tödlich verunglückte. Die eigentliche Unglücksstelle mit Gedenkstein liegt außerhalb der 2002 verkürzten Rennstrecke, im Wald auf Höhe der ehemaligen ersten Schikane am Hardtbach. Auch dort befindet sich eine kleine Gedenkstätte.

## Veranstaltungsradio
Der Hockenheimring verfügt über ein Veranstaltungsradio, das auf der UKW-Frequenz 92,4 MHz mit 500 W ERP betrieben wird. Die Sendeantenne befindet sich in 45 Metern Höhe auf einem Fertigbetonturm.